# Eleições municipais em Fortaleza em 1988
As eleições municipais em Fortaleza em 1988 ocorreram em 15 de novembro, como parte das eleições municipais em 24 estados brasileiros e nos  territórios federais do Amapá e Roraima. Foram eleitos o prefeito Ciro Gomes, o vice-prefeito Juraci Magalhães e 41 vereadores.
Paulista de Pindamonhangaba, Ciro Gomes o advogado formou-se pela Universidade Federal do Ceará em 1979, atuando como professor na Universidade de Fortaleza e na Universidade Estadual Vale do Acaraú. Neto e filho de políticos que foram prefeitos de Sobral, fez sua estreia na política ao eleger-se segundo suplente de deputado estadual pelo PDS em 1982. Aproximou-se de Tasso Jereissati no contexto político da campanha das Diretas Já em 1984 e a subsequente eleição de Tancredo Neves para presidente da República em 1985, firmando uma aliança que os levou a ingressar no PMDB. Neste ano, foi efetivado parlamentar após o falecimento de Murilo Aguiar, renovando o mandato em 1986 e elegendo-se prefeito de Fortaleza em 1988.

## Resultado da eleição para prefeito
Foram apurados 586.808 votos nominais (84,40%), 62.888 votos em branco (9,05%) e 45.558 votos nulos (6,55%), resultando no comparecimento de 695.254 eleitores.
| Candidatos a prefeito de Fortaleza | Candidatos a vice-prefeito  | Número | Coligação                              | Votação | Percentual |
| ---------------------------------- | --------------------------- | ------ | -------------------------------------- | ------- | ---------- |
| Ciro Gomes PMDB                    | Juraci Magalhães PMDB       | 15     | Coligação das Mudanças (PMDB, PMB)     | 179.274 | 30,55%     |
| Edson Silva PDT                    | Mariano Freitas PCdoB       | 12     | Frente Democrática (PDT, PCdoB)        | 173.957 | 29,65%     |
| Gidel Dantas PDC                   | Osmar Diógenes PFL          | 17     | Trabalho de Fortaleza (PDC, PFL)       | 95.162  | 16,22%     |
| Francisco Torres de Melo PDS       | Eliseu Becco PMN            | 11     | Aliança para a dignidade (PDS, PMN)    | 62.425  | 10,64%     |
| Mário Mamede Filho PT              | José Maria Arruda Pontes PT | 13     | Frente Progressista (PT, PSB, PCB, PV) | 33.768  | 5,75%      |
| Pedro Augusto PL                   | Cláudio Marinho PL          | 22     | PL (sem coligação)                     | 16.615  | 2,83%      |
| Dalton Rosado PH                   | Cristina Baldini PH         | 19     | PH (sem coligação)                     | 13.442  | 2,29%      |
| Marcos Cals PSD                    | Cyro Régis PSD              | 41     | PSD (sem coligação)                    | 6.171   | 1,05%      |
| José Ribamar Aguiar Júnior PJ      | Lalinha Pimentel PJ         | 36     | PJ (sem coligação)                     | 5.994   | 1,02%      |
| Fontes:                            |                             |        |                                        |         |            |